# Samtredia
Samtredia (georgiska: სამტრედია) är en stad i Imeretien, Georgien. Den är huvudort i distriktet Samtredia.
Staden ligger i ett lågland mellan floderna Rioni och Tschenistsqali, 244 kilometer väst om huvudstaden Tbilisi och 27 kilometer väst om Kutaisi. I staden bodde 25 318 personer år 2014.
I staden sammanlöper Georgiens viktigaste vägar och järnvägar, vilket gör Samtredia till landets viktigaste transportnav. Kopitnariflygplatsen ligger också 10 km från staden.
Klimatet är humitt-subtropiskt, med milda till varma vintrar och heta somrar.

Klimatkarta för Samtredia